# Рамбутан
Рамбутанът (Nephelium lappaceum) е средноголямо тропическо дърво от семейство Сапиндови (Sapindaceae). Името също така се отнася до годни за консумация плодове, произведени от това дърво. Рамбутанът е родом от Югоизточна Азия. Той е тясно свързана с няколко други годни за консумация тропически плодове, включително личи, лонган, пуласан (на английски: pulasan) и мамонцило (Melicoccus bijugatus).

## Етимология
Името „рамбутан“ произлиза от малайската дума rambut, което означава „коса“, препратка към многобройните космати издатини на плода, заедно със суфикса -an. По подобен начин във Виетнам се нарича chôm chôm (което означава „разхвърляна коса“).

## Разпространение
Центърът на генетичното разнообразие на рамбутана е малайзийско-индонезийският регион. Широко се култивира в районите на Югоизточна Азия, като Тайланд, Шри Ланка, Малайзия, Индонезия, Сингапур и Филипините. Оттам се е разпространил в части от Азия, Африка, Океания и Централна Америка.

## Хранителна стойност
Плодовете на рамбутана са изградени от 78% вода, 21% въглехидрати, 1% протеин и имат незначителни мазнини. По отношение на хранителното съдържание консервираният плод съдържа само манган на умерено ниво (16% от дневната стойност), като същевременно осигурява 82 калории в 100 грама референтно количество. Другите микроелементи са на ниско ниво.

## Галерия
- Неузрели плодове в Малайзия
- Зрели жълти плодове в Малайзия
- „Rambutan Binjai“ – един от водещите сортове в Индонезия
- Три цвята на рамбутан